# Chihuahua (pas)
Chihuahua je jedna od pasmina pasa. Postoje dugodlake i kratkodlake chihuaue.
Chihuahue potječu od psa techichija iz Južne Amerike te su, u Asteka, one nekoć bile svete životinje.

## Opis
Chihuahua je malena i izrazito živahna pasmina psa koja ima velike uši i oči. Osjeća se kao gospodar svoga svijeta i ničega se ne plaši, jer tako izgleda po svom okretnom, samouvjerenom držanju. Vrlo je inteligentna, umiljata i privržena vlasniku. Katkad je se kao gracioznog, okretnog psića prkosna pogleda, čije osobine podsjećaju na temperamentnog terijera.
Dobri su čuvari jer imaju prodoran lavež kojeg često i koriste. Zbog toga ih radije drže stariji vlasnici i ljudi koji mnogo vremena borave u stanu, ali često ih drže i osobe koje se ne vole odvajati od svojih ljubimaca.
Chihuahua može biti visoka od 16 do 20 centimetara, a teška od 0,9 do 3,5 kilograma.
Obično ne podnose hladnoću te, zbog toga, lako gube tjelesnu toplinu i dršću.

## Poznate chihuahue
- Tinkerbell Hilton